# WTA Argentina Open 2024
Il WTA Argentina Open 2024, conosciuto come IEB+ Argentina Open per motivi di sponsorizzazione, è un torneo femminile di tennis giocato sulla terra rossa. È la 4ª edizione del torneo, facente parte della categoria WTA 125 nell'ambito del WTA Challenger Tour 2024. Si gioca al Buenos Aires Lawn Tennis Club di Buenos Aires in Argentina dal 25 novembre al 1 dicembre 2024.

## Partecipanti al singolare

### Teste di serie
| Nazionalità | Giocatrice        | Ranking* | Testa di serie |
| ----------- | ----------------- | -------- | -------------- |
| Messico     | Renata Zarazúa    | 60       | 1              |
| Paesi Bassi | Suzan Lamens      | 86       | 2              |
| Argentina   | María Carlé       | 94       | 3              |
| Egitto      | Mayar Sherif      | 100      | 4              |
| Stati Uniti | Robin Montgomery  | 106      | 5              |
| Argentina   | Julia Riera       | 113      | 6              |
| Lettonia    | Darja Semeņistaja | 121      | 7              |
| Brasile     | Laura Pigossi     | 129      | 8              |
| Stati Uniti | Varvara Lepchenko | 141      | 9              |

* Ranking al 18 novembre 2024.

### Altre partecipanti
Le seguenti giocatrici hanno ricevuto una wild card per il tabellone principale:
- Julia Caffarena
- Martina Capurro Taborda
- Luisina Giovannini
- Jazmín Ortenzi

La seguente giocatrice è entrata in tabellone utilizzando il ranking protetto:
- Nina Stojanović

Le seguenti giocatrici sono subentrate in tabellone come alternate:
- Katarzyna Kawa
- Iryna Šymanovič

Le seguenti giocatrici sono passate dalle qualificazioni:
- Carolina Alves
- Robin Anderson
- Victoria Bosio
- Nicole Fossa Huergo

### Ritiri
Prima del torneo
- Francesca Jones → sostituita da  Iryna Šymanovič
- Renata Zarazúa → sostituita da  Katarzyna Kawa

## Partecipanti al doppio

### Teste di serie
| Nazione     | Giocatrice      | Nazione | Giocatrice     | Rank1 | Seed |
| ----------- | --------------- | ------- | -------------- | ----- | ---- |
| Portogallo  | Francisca Jorge | Brasile | Ingrid Martins | 195   | 1    |
| Stati Uniti | Jessie Aney     |         | Amina Anšba    | 238   | 2    |

* Ranking al 18 novembre 2024.

### Altre partecipanti
La seguente coppia ha ricevuto una wild card per il tabellone principale:
- Julieta Estable /  Luisina Giovannini

La seguente coppia di giocatrici è subentrata come alternate:
- María Paulina Pérez /  Julia Riera

### Ritiri
Prima del torneo
- Darja Semeņistaja /  Panna Udvardy → sostituite da  María Paulina Pérez /  Julia Riera

## Campionesse

### Singolare
Mayar Sherif ha sconfitto in finale  Katarzyna Kawa con il punteggio di 6-3, 4-6, 6-4.

### Doppio
Maja Chwalińska /  Katarzyna Kawa hanno sconfitto in finale  Laura Pigossi /  Mayar Sherif con il punteggio di 6-4, 3-6, [10-7].